# Споменик умрлим од тифуса у Нишу
Споменик умрлим од тифуса у Нишу у облику зарубљене камене пирамиде од грубо притесаног камена, изграђен је у кругу Војне болнице у знак сећања на умрло медицинско особље ратних санитетских установа у Нишу, у борби са епидемијом (1914/1915).

## Предуслови
Епидемија трбушног, пегавог и повратног тифуса у Краљевини Србији, које су почеле у новембру 1914. године, затим великих богиња, шарлаха и дифтерије око јануара 1915. године попримиле су претеће размере. Срби су се из све снаге борили са епидемијом, обустављен је саобраћај путничких возова, забрањене су све приредбе, позоришне и биоскопске представе.
На прелазу из 1914. у 1915. годину стање у Моравској сталној војној болници било је у потпуности хаотично. Према сачуваним болничким књигама и забелешкама др Владимира Станојевића, умиралоје и по 36 болесника дневно, а пегави тифус у Нишу однео је 2.166 жртава, док се код руског лекара др Сергеја Софотерова наводи број од 35.000 умрлих, од којих су трећина (11.666) били аустроугарски заробљеници.
Анри Барби, дописник француске штампе је записао да су крајем децембра 1914. године све болнице у Србији биле крцате, да су у онима у Нишу састављана по два кревета како би у њих стало по три болесника-рањеника. Затим су састављана по три кревета да би стало по пет болесника-рањеника, У собама за 40 болесника било је смештено по 100 и 120. Све болести су биле помешане и сви су били пуни вашију. Није постојала просторија за изолацију, купатило, комора за дезинфекцију одеће и постељине. Није било ни угља, чак ни дрва за потпалу, а ни лекова није било довољно. Ова жалосна слика стања болница у Нишу — српској ратној престоници убрзо је била још жалоснија када је епидемија узела огромне-невиђене размере. Ево како је то изгледало у нумеричким показатељима.
- Од 14. јула 1914. до 1. априла 1915. променила су се петорица управника болнице. Двојица су била заражена пегавцем, а један је умро.
- Зараза је покосила особље болнице: од 35 болесних лекара, њих 13 је заражено пегавим тифусом, а тројица су умрла.
- Тројица лекарских помоћника су оболела, један је умро.
- Од 11 медицинара, њих десеторица су оболела.
- Од 18 апотекара и апотекарских помоћника, смрт је однела једног.
- Болничари су десетковани.
- Умирали су и лекари страних војних мисија (Французи, Швајцарци, Руси, Енглези и Данци).[5]

У једном тренутку половина их је била болесна (382 од 625), а 41 је умрло. Пастеров завод у Нишу је у то време успевао да произведе 2.000 доза анималне лимфе дневно, што за вакцинисање војника и цивила није било довољно, тако да је било неопходно увозити вакцине из иностранства. Овај велики допринос светској медицини учинили су др Милован Миловановић и др Борчић, млади серолог и бактериолог.

## Свечано откривање споменика
Маја 1915. године, када је епидемија тифуса коначно сузбијена, у кругу Војне болнице у Нишу свечано је откривен јединствени споменик подигнут у славу умрлих од тифуса.
На свечаности откривања споменика чинодејствовао је митрополит Димитрије уз асистенцију три свештеника. Присуствовао је и велики број гостију. Међу њима били су и министри Љубомир Давидовић, Јован Јовановић, Марко Ђуричић, секретар Руског посланства Штрандман и пуковник Радивоје Бојовић (које је присуствовао и приликом освећења руске Московске болнице, која је дала значајан допринос у сузбијању епидемије.

## Зашто је једној епидемији подигнут споменик?
У историји ратних зараза у свету, епидемија тифуса у Србији 1914/1915. године заузима посебно место јер је, према речима пуковника др Вилијама Хантера (1861—1937), шефа британске војномедицинске мисије у Србији и једног од најзаслужнијих људи за њено сузбијање, била:
...најнаглија епидемија у настанку, најбржа у пропагацији, највећа у интензитету и најбрже заустављена од свих епидемија те врсте у историји.
Имајући све наведено у виду не изненађује чињеница, што су српска војска и град Ниш смогли снаге да у најтежим ратним година изградe један овакав (додуше скроман) споменик, у знак сећања на све оне које су у епидемији страдали, али истовремено и одају почаст преминулом санитетском особљу, и признање онима који су се са са овом пошасти изборили, не жалећи сопствено здравље и живот.